# Леопольд Сіменс
Леопольд Сіменс (нім. Leopold Siemens; 17 травня 1889, Берлін — 7 грудня 1979, Ессен) — німецький військово-морський діяч, віцеадмірал крігсмаріне. Кавалер Німецького хреста в золоті.

## Біографія
1 квітня 1910 року вступив на флот. Пройшов підготовку на важкому крейсері «Вікторія Луїза» і у військово-морському училищі в Мюрвіку. Учасник Першої світової війни, служив на лінійних кораблях «Рейнланд» (1 жовтня 1912 — 1 вересня 1914, 1 жовтня — 29 листопада 1914, 23 січня 1915 — 26 червня 1916) і «Фрідріх Великий» (30 листопада 1914 — 22 січня 1915).
Після закінчення війни залишений на флоті. З 18 жовтня 1927 року — референт інспекції навчальних закладів. З 3 жовтня 1932 року — 1-й ад'ютант штабу військово-морської станції «Остзе». 23 березня 1933 року переведений в Морське керівництво референтом управління особового складу. З 21 вересня 1935 року — командир легкого крейсера «Карлсруе». 29 вересня 1937 року призначений військово-морським аташе в німецьке посольство в Лондоні. Брав участь в переговорах про англо-німецьку військово-морську угоду.
5 вересня 1939 року очолив управлінську групу підводного флоту ОКМ. З 20 грудня 1940 року — 2-й адмірал флоту (заступник командувача флотом), заміщав адмірала Гюнтера Лют'єнса під час його відсутності, фактично очолив поточне керівництво флотом. 21 червня 1941 року призначений адміралом (1 лютого 1943 року — командувачем-адміралом) на Північному узбережжі Норвегії. 6 листопада 1944 року замінений віцеадміралом Еріхом Шульте Ментінгом і 31 січня 1945 року звільнений у відставку.

## Звання
- Кадет (1 квітня 1910)
- Фенріх-цур-зее (15 квітня 1911)
- Лейтенант-цур-зее (27 вересня 1913)
- Оберлейтенант-цур-зее (22 березня 1916)
- Капітан-лейтенант (1 січня 1921)
- Корветтен-капітан (1 березня 1929)
- Фрегаттен-капітан (1 жовтня 1934)
- Капітан-цур-зее (1 квітня 1936)
- Контрадмірал (1 січня 1940)
- Віцеадмірал (1 квітня 1942)

## Нагороди
- Залізний хрест
  - 2-го класу (листопада 1915)
  - 1-го класу (11 лютого 1920)
- Почесний хрест ветерана війни з мечами (2 лютого 1935)
- Орден Вранішнього Сонця 3-го класу (Японська імперія; березень 1936)
- Медаль «За вислугу років у Вермахті» 4-го, 3-го, 2-го і 1-го класу (25 років; 2 жовтня 1936) — отримав 4 нагороди одночасно.
- Орден морських заслуг (Іспанія) 3-го класу, білий дивізіон (21 серпня 1939)
- Хрест Воєнних заслуг 2-го класу з мечами (9 лютого 1941)
- Орден Корони Італії, командорський хрест (11 березня 1941)
- Застібка до Залізного хреста
  - 2-го класу (1 вересня 1941)
  - 1-го класу (20 квітня 1942)
- Нагрудний знак мінних тральщиків (1 вересня 1944)
- Німецький хрест в золоті (8 листопада 1944)